# ¡Bravo muchachos!: Los grandes éxitos de Miguel Bosé
¡Bravo muchachos!: Los grandes éxitos de Miguel Bosé es la primera colección oficial de éxitos publicada por el cantautor y músico español Miguel Bosé, fue lanzado al mercado español bajo el sello discográfico CBS Discos a mitades de 1982.
Este álbum se compone por sus 8 canciones de mayor éxito de sus primeros cinco álbumes de estudio y por 2 canciones inéditas que fueron lanzadas como sencillos para la promoción del álbum. El álbum toma el título de una de las canciones inéditas del álbum, la cual el último gran éxito popular recopilado por Bosé antes de entrar en la siguiente fase de su carrera, en la que, abandonando las octavas muy altas que lo habían distinguido hasta ese momento, experimentará un nuevo color vocal y un nuevo género musical, desde el tono más oscuro, con textos más profundos y más reflexivos.
El álbum también fue editado en Italia, colocando los temas de mayor éxito en el idioma italiano con 12 canciones. A los jugadores de la selección italiana los cuales ganaron el mundial de futbol, les dedicaron la canción Bravi ragazzi, se convirtió en un himno en este país.

## Lista de canciones
| ¡Bravo muchachos!: Los grandes éxitos de Miguel Bosé |                                       |                                                    |          |  |
| N.º                                                  | Título                                | Escritor(es)                                       | Duración |  |
| 1.                                                   | «Bravo Muchachos (Inédito)»           | M. Fabrizzio, G. Morra, Adapt.: M. Bosé, J.M. Cano | 4:06     |  |
| 2.                                                   | «Linda (del álbum: Linda)»            | Facchinetti, Negrini, L.G. Escolar                 | 3:42     |  |
| 3.                                                   | «Anna (del álbum: Miguel Bosé)»       | F. Arbex                                           |          |  |
| 4.                                                   | «Te amaré (del álbum: Miguel)»        | Juan Carlos Calderón, Miguel Bosé                  | 3:36     |  |
| 5.                                                   | «Creo en ti (del álbum: Chicas!)»     | J. L. Perales, M. Bosé                             | 3:53     |  |
| 6.                                                   | «Don Diablo (del álbum: Miguel)»      | Sandy Linzer, Miguel Bosé                          | 3:42     |  |
| 7.                                                   | «Son amigos (Inédito)»                | M. Fabrizzio, G. Morra, Adapt.: M. Bosé, J.M. Cano | 4:30     |  |
| 8.                                                   | «Morir de amor (del álbum: Miguel)»   | José Luis Perales, Miguel Bosé                     | 4:07     |  |
| 9.                                                   | «Super superman (del álbum: Chicas!)» | D. Vaona, G. P. Felisatti, M. Bosé                 | 3:37     |  |
| 10.                                                  | «Márchate ya (del álbum: Más allá)»   | D. Vaona, P. Felisatti, L. G. Escolar, M. Bosé     | 3:54     |  |

En las diferentes publicaciones de este LP por América Latina, se sustituyeron algunas canciones por otras que sonaron más según el País donde se editó el disco.
La versión en CD de este álbum salió en 1992; cambiando el nombre a Miguel Bosé y sus grandes éxitos en el cual se sustituyeron los temas Anna y Super superman por lo temas Amiga y Voy a ganar dando otro orden a la lista de canciones